# Cirrhigaleus
Cirrhigaleus is een geslacht van kraakbeenvissen uit de familie van de doornhaaien (Squalidae).

## Soorten
Het geslacht telt de volgende drie soorten:
- Cirrhigaleus asper (Merrett, 1973) – Ruwe doornhaai
- Cirrhigaleus australis (White, Last & Stevens, 2007)
- Cirrhigaleus barbifer Tanaka, 1912 – Mandarijndoornhaai